# Labanda viridalis
Labanda viridalis är en fjärilsart som beskrevs av Moore 1867. Labanda viridalis ingår i släktet Labanda och familjen trågspinnare. Inga underarter finns listade i Catalogue of Life.